# 19602 Austinminor
19602 Austinminor è un asteroide della fascia principale. Scoperto nel 1999, presenta un'orbita caratterizzata da un semiasse maggiore pari a 2,4601385 UA e da un'eccentricità di 0,1010623, inclinata di 2,45285° rispetto all'eclittica.